# Félix Ziem

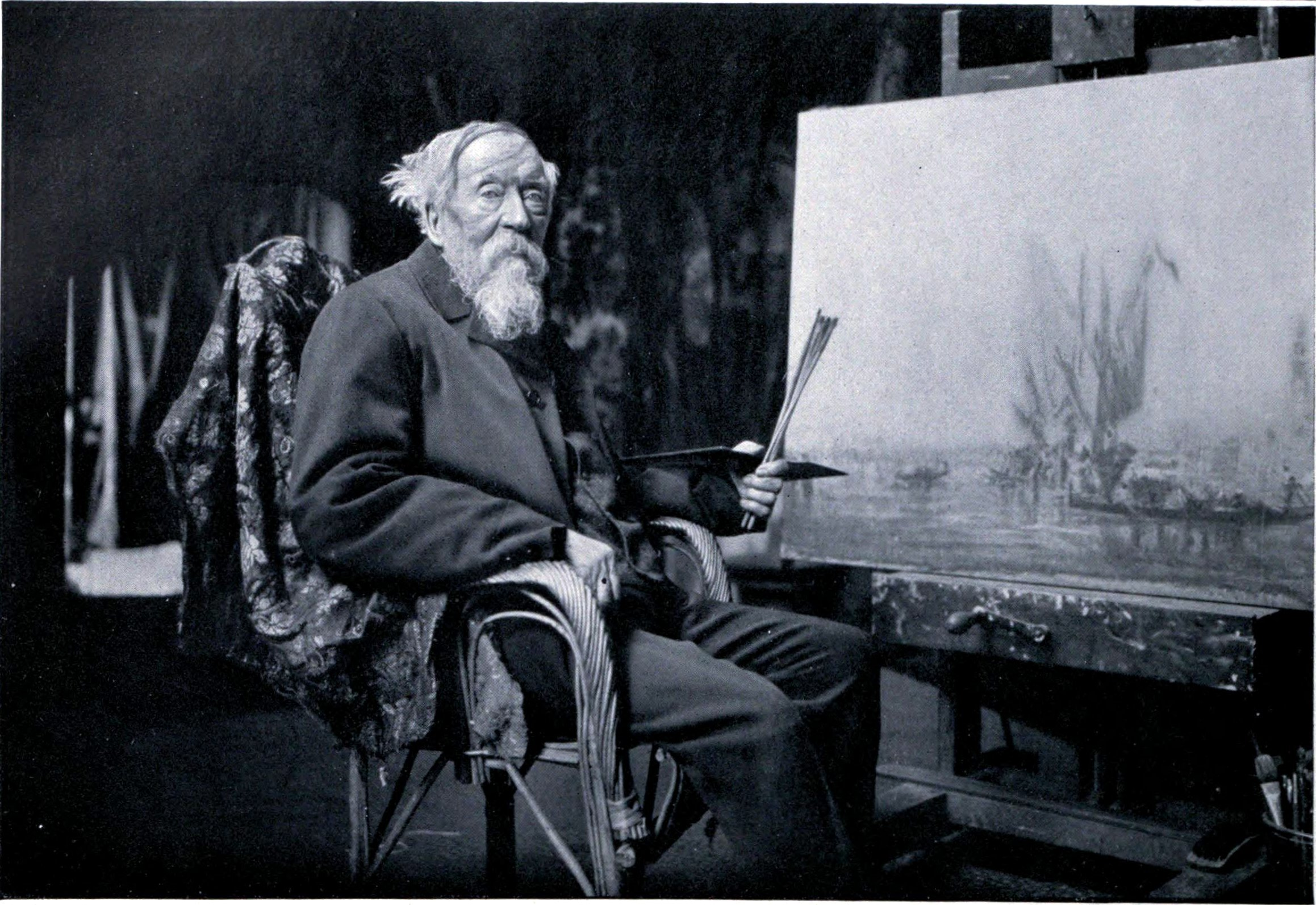
Félix Ziem ve svém ateliéru

Félix-Francois Georges Philibert Ziem (26. února 1821 Beaune – 10. listopadu 1911 Paříž) byl francouzský malíř barbizonské školy.

## Život a kariéra
Ziemova matka byla z Burgundska, otec byl Chorvat. Ziem studoval architekturu v Dijonu a pracoval nějaký čas jako architekt. V letech 1845 až 1848 podnikl několik studijních cest po Itálii a začal se věnovat převážně malířství. Inspiraci pro svá díla čerpal z pobytu v Benátkách. Maloval zátiší, portréty, krajiny i akvarely. Na pařížském Salonu vystavoval poprvé v roce 1849. Cestoval po Evropě a roku 1860 se usídlil na Montmartru.
V roce 1857 byl jmenován rytířem Čestné legie a roku 1901 se stal oficiálním malířem francouzského námořnictva.
Je pohřben na pařížském hřbitově Père Lachaise.

## Galerie

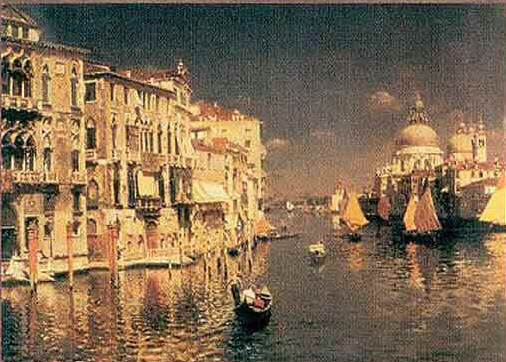
Grand Canal
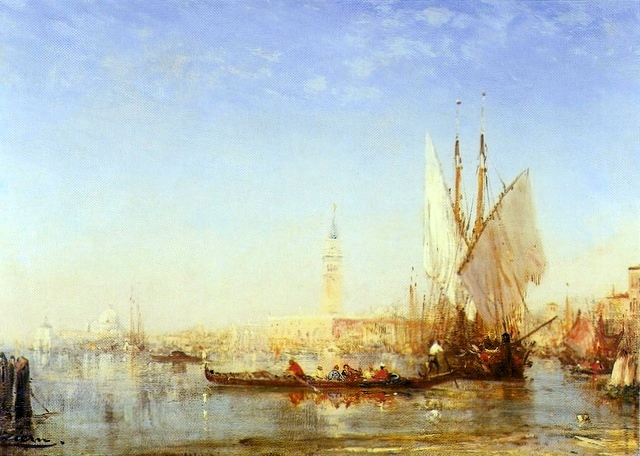
Benátky
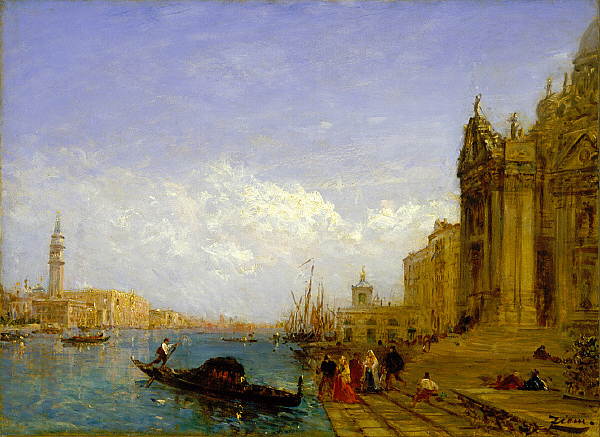
Benátky
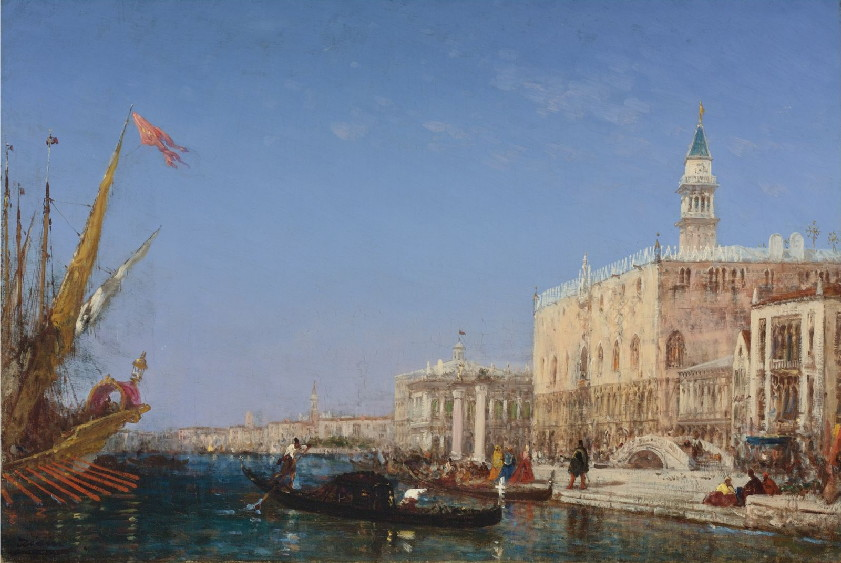
Benátky